# Saint-Clément-Rancoudray
Saint-Clément-Rancoudray – miejscowość i gmina we Francji, w regionie Normandia, w departamencie Manche.
Według danych na rok 1990 gminę zamieszkiwało 667 osób, a gęstość zaludnienia wynosiła 21 osób/km² (wśród 1815 gmin Dolnej Normandii Saint-Clément-Rancoudray plasuje się na 338. miejscu pod względem liczby ludności, natomiast pod względem powierzchni na miejscu 31.).